# Устинов, Николай Васильевич
Николай Васильевич Устинов (27.12.1912 — после 1985) — советский инженер-энергетик, лауреат Сталинской премии 1950 года.
Родился 27 декабря 1912 г. в дер. Балабаново Алексинского уезда Тульской губернии.
В 1932 году окончил Московский механический (энергетический) техникум, теплотехник. Член ВКП(б) с 1943 г.
С 1932 г. работал в Мосэнерго. В 1934—1936 гг. служил в РККА. С 1936 г. на ТЭЦ-11: начальник смены, заместитель начальника котельного цеха.
Мобилизован 23 июня 1941 г. Куйбышевским РВК г. Москвы. Старший лейтенант — капитан, начальник административно-хозяйственной части штаба 279-й стрелковой дивизии, 51-я армия. Войну закончил в Кёнигсберге.
Вернулся на ТЭЦ-11 в ноябре 1945 г., начальник котельного цеха. В 1952—1978 гг. — директор ТЭЦ-7.
С 1978 года на пенсии.
Лауреат Сталинской премии 1950 г. в составе авторского коллектива за участие в коренном усовершенствовании методов ремонта электрооборудования.
Награждён орденами Красной Звезды (28.05.1944), Отечественной войны II степени (06.04.1985), «Знак Почёта» (1947), медалью «За боевые заслуги» (30.06.1943).